# Muravera
Muravera é uma comuna italiana da região da Sardenha, na província da Sardenha do Sul, com cerca de 4.526 habitantes. Estende-se por uma área de 94 km², tendo uma densidade populacional de 48 hab/km². Faz fronteira com Castiadas, San Vito, Villaputzu.

## Demografia
| Variação demográfica do município entre 1861 e 2011                               |
|                                                                                   |
| Fonte: Istituto Nazionale di Statistica (ISTAT) - Elaboração gráfica da Wikipedia |